# Les Mystères de Laura
Les Mystères de Laura (The Mysteries of Laura) est une série télévisée américaine de 38 épisodes de 44 minutes inspirée de la série espagnole Los misterios de Laura par Carlos Vila et Javier Holgado, développée par Jeff Rake, Carlos Vila et Javier Holgado, diffusée entre le 17 septembre 2014 et le 2 mars 2016 sur le réseau NBC. Au Canada, les trois premiers épisodes ont été diffusés en simultané sur le réseau CTV, puis sur CTV Two.
Au Québec, la série a été diffusée du 3 septembre 2015 au 15 décembre 2016 sur Séries+, en Belgique elle a été diffusée du 10 septembre 2015 au 16 juillet 2016 sur La Une, en Suisse du 29 novembre 2015 au 2 juillet 2016 sur RTS Un, en France, du 2 mars 2016 au 6 octobre 2016 sur TF1, à partir du  1er juillet 2018 sur TV Breizh et dès le 24 octobre 2018 sur RMC Story.

## Synopsis
La série suit la vie de Laura Diamond, une policière de la NYPD en attente de la finalisation de son divorce et qui essaie de mener de front travail et vie de famille comme mère célibataire de fils jumeaux. Pas facile, quand votre supérieur hiérarchique est aussi votre futur ex.

## Distribution
- Debra Messing (VF : Emmanuèle Bondeville) : Inspecteur Laura Diamond
- Josh Lucas (VF : Tony Joudrier) : Lieutenant/Capitaine Jake Broderick
- Laz Alonso (VF : Olivier Cordina) : Inspecteur Billy Soto
- Janina Gavankar (VF : Stéphanie Hédin) : Inspecteur Meredith Bose
- Max Jenkins (en) (VF : Thibaut Lacour) : Max Carnegie
- Meg Steedle (en) (VF : Kelly Marot) : Inspecteur Francesca « Frankie » Pulaski (saison 1, épisodes 15 à 22)

### Acteurs récurrents
- Kahyun Kim : Sammi, la nourrice de Nicholas et Harrison
- ? : Alicia, la 2nde nourrice de Nicholas et Harrison
- Charles et Vincent Reina : Nicholas et Harrison Broderick, les jumeaux de Laura et Jake
- Robert Klein (VF : Bernard Métraux) : Leo Diamond, le père de Laura
- Marc Webster (VF : Bruno Henry) : Reynaldo West
- Neal Bledsoe (VF : Marc Arnaud) : Tony Abbott
- Eric McCormack : Dr Andrew Devlin (saison 1, épisode 16)
- Tina Benko (en) (VF : Isabelle Langlois) : Judith Hansen (saison 1, épisode 11)
- Marisa Ryan (en) : Susan (saison 2, épisode 7)
- Callie Thorne (VF : Brigitte Aubry) : Capitaine Nancy Santiani (15 épisodes)

### Invités
- Enrico Colantoni : Dan Hauser (épisode 1, saison 1 et épisode 4, saison 2)
- Wallace Shawn : Kenneth Walters (épisode 4, saison 1)
- Gilles Marini : Tom Burke (épisode 6, saison 1)
- Brenda Strong : Margot Preston (épisode 8, saison 1)
- Colin Donnell : Daniel Makorski (épisode 9, saison 1)
- Pej Vahdat : Kasib Al-Wazir (épisode 9, saison 1)
- Anastasia Griffith : Angela Ryan (épisode 12, saison 1)
- Kelly Rutherford : Lisa Hanlon (épisode 14, saison 1)
- Michelle Hurd : Donna McKinney (épisode 14, saison 1)
- Paulina Porizkova : Charlotte Bernice (épisode 15, saison 1)
- Eric McCormack : Andrew Devlin (épisode 16, saison 1)
- Aimee Mullins : Connie Baker (épisode 16, saison 1)
- Janel Parrish : Jillian Havenmeyer (épisode 20, saison 1)
- Melissa Joan Hart : KC Moss (épisode 21, saison 1)
- Gabriel Mann : Shane Allen (épisode 3, saison 2)
- Sherri Saum : Cecillia Burke (épisode 6, saison 2)
- Jerry O'Connell : John Dunham (épisode 10 et 11, saison 2)
- Stockard Channing : Brenda Phillips (épisode 10 et 11, saison 2)
- Greg Grunberg : Kurt Baronson (épisode 12, saison 2)
- Harold Perrineau : Charles Baptiste (épisode 12, saison 2)
- Debby Ryan : Lucy Diamond (épisode 15 et 16, saison 2)

 Source et légende : version française (VF) sur RS Doublage (et Doublage Séries Database

## Production

### Développement
Le 23 janvier 2014, le réseau NBC commande officiellement le pilote qui est l’adaptation de la série espagnole, Los misterios de Laura, avec Jeff Rake, à l'écriture de la version américaine,.
Le 8 mai 2014, le réseau NBC annonce officiellement après le visionnage du pilote, la commande du projet de série,,,.
Le 28 octobre 2014, NBC commande neuf épisodes supplémentaires, soit une saison complète de 22 épisodes.
Le 8 mai 2015, la série a été renouvelée pour une deuxième saison de treize épisodes. Trois épisodes supplémentaires sont commandés le 9 novembre 2015, portant la saison à seize.
Le 14 mai 2016, la chaîne met fin à la série.

### Casting
Les rôles ont été attribués dès février 2014, dans cet ordre : Debra Messing, Laz Alonso, Josh Lucas, Janina Gavankar et Max Jenkins.
Le 28 juin 2014, Kahyun Kim rejoint la série en tant que récurrente.
En janvier 2015, Eric McCormack rejoint la série en tant que guest-star dans le rôle du Dr Andrew Devlin.
Le 20 décembre 2014, il est annoncé que Meg Steedle fera partie de la distribution à partir du 15e épisode de la première saison.

### Tournage
La série est tournée à New York.

### Diffusion internationale
- En version originale
 États-Unis : 17 septembre 2014 sur NBC
 Canada : 17 septembre 2014 sur CTV / CTV Two
 Royaume-Uni : 20 janvier 2015 sur 5USA
 Australie : 29 juillet 2015 sur Nine Network

- En version française
 Québec : 3 septembre 2015 sur Séries+
 Belgique : 10 septembre 2015 sur La Une
 Suisse : 29 novembre 2015 sur RTS Un
 France : 2 mars 2016 sur TF1

## Épisodes

### Première saison (2014-2015)
Note : Lors de la diffusion dans les pays francophones, les titres d'épisodes ne sont parfois pas les mêmes. Les premiers titres indiqués correspondent à ceux utilisés dans le pays de première diffusion en français, les autres sont indiqués en second le cas échéant.
1. La Méthode Diamond / La méthode de Laura (Pilot)
2. Solidarité féminine / Sites de rencontres (The Mystery of the Dead Date)
3. Le Bar de motards / Royal au bar (The Mystery of the Biker Bar)
4. Avocat du diable / Petit jeu dangereux (The Mystery of the Sex Scandal)
5. Dans le bain (The Mystery of the Terminal Tenant)
6. Tapis rouge pour Laura / En pleine lumière (The Mystery of the Red Runway)
7. Cartes en main / L'exercice de l'art (The Mystery of the Art Ace)
8. Savoir rester jeune / Promesse de beauté (The Mystery of the Mobile Murder)
9. Les Uns et les autres / Héritage lointain (The Mystery of the Dysfunctional Dynasty)
10. Un bébé à tout prix / Un embryon d'espoir (The Mystery of the Fertility Fatality)
11. Meurtre en cuisine / Coup de fourchette (The Mystery of the Frozen Foodie)
12. Pas de fumée sans feu / Raviver la Flamme (The Mystery of the Fateful Fire)
13. Un bon petit / Prêts à tout (The Mystery of the Deemed Dealer)
14. Boxeur travesti / Talons sur le ring (The Mystery of the Popped Pugilist)
15. Il ne s'est rien passé ! / Sucre d'orge (The Mystery of the Alluring Au Pair)
16. Un ex charmant / L'ancien fiancé (The Mystery of the Exsanguinated Ex)
17. Un ami empoisonnant / Compatibilité maximale (The Mystery of the Intoxicated Intern)
18. Le Marin noyé / Mal de mer (The Mystery of the Sunken Sailor)
19. De grandes espérances / L'avenir en jeu (The Mystery of the Dodgy Draft)
20. La Fête est finie / Braqueurs de luxe (The Mystery of the Crooked Clubber)
21. Meurtre au bal / Un meurtre peut en cacher un autre (The Mystery of the Deceased Documentarian)
22. Cas de conscience / Une enquête prise à cœur (The Mystery of the Corner Store Crossfire)

### Deuxième saison (2015-2016)
Cette saison de seize épisodes a été diffusée du 23 septembre 2015 au 2 mars 2016.
1. L'Enfant disparu (The Mystery of the Taken Boy)
2. La Malade imaginaire (The Mystery of the Cure for Loneliness)
3. Meurtre invisible (The Mystery of the Locked Box)
4. Le retour du mentor (The Mystery of the Convict Mentor)
5. Une femme traquée (The Mystery of the Watery Grave)
6. Entraînement spécial (The Mystery of the Dead Heat)
7. Maternité de luxe (The Mystery of the Maternal Instinct)
8. Petits secrets, gros dangers (The Mystery of the Ghost in the Machine)
9. Triangles amoureux (The Mysteries of the Triple Threat)
10. Un parfum de crime (The Mysteries of Downward Spiral)
11. Otage (The Mystery of the Unwelcome Houseguest)
12. Affaires croisées (The Mystery of the Morning Jog)
13. Mortelle Saint-Valentin (The Mystery of the Dark Heart)
14. Une opération risquée (The Mystery of the Political Operation)
15. Entre sœurs (The Mystery of the Unknown Caller)
16. Fin de service (The Mystery of the End of the Watch)

## Audiences

### Aux États-Unis
Le pilote, diffusé immédiatement après America's Got Talent à 22 h, a attiré 10,19 millions de téléspectateurs avec une cote de 2.0/7 parmi les 18 à 49 ans aux États-Unis, ainsi que 1,581 million de téléspectateurs au Canada.